# Calamaria crassa
Espèce
Statut de conservation UICN

 DD  : Données insuffisantes
Calamaria crassa  est une espèce de serpents de la famille des Colubridae.

## Répartition
Cette espèce est endémique de Sumatra en Indonésie.

## Description
L'holotype de Calamaria crassa mesure 46 cm dont 4,5 cm pour la queue et dont le diamètre est de 1,3 cm. Cette espèce a la tête et le dos brun sombre iridescent. Sa face ventrale varie du jaune au gris.

## Publication originale
- Lidth De Jeude, 1922 : Snakes from Sumatra. Zoologische Mededelingen, Leiden, vol. 6, p. 239-253 (texte intégral).